# Stredná hoľa
Stredná hoľa je vrch v Královohoľských části Nízkých Tater o nadmořské výšce 1876 m.
Leží v hlavním hřebeni pohoří mezi Kráľovou hoľou (1946 m) na východě a Orlovou (1840 m) na západě. Vrcholem prochází červeně značená Cesta hrdinů SNP (E8) od Andrejcová na Královu holi a poskytuje kruhový výhled do okolí.
Na severním svahu pramení potok Dzurová, na jižním Ždiarny potok.

## Přístup
- po  značce (turistická magistrála Cesta hrdinů SNP) z východu z Telgártu přes Kráľovu holi, resp. ze západu z Orlové
- po  značce ze Šumiace přes Kráľovu holi